# Patto di Egmont
Il Patto Egmont (in francese: Pacte d'Egmont; in olandese: Egmontpact; in tedesco: Egmont-Pakt) è una riforma non applicata dell'anno 1977 riguardante la federalizzazione e i problemi linguistici del Belgio. Ha provocato la caduta del governo di Leo Tindemans, la spaccatura del Partito Socialista Belga e una riorganizzazione dei partiti nazionalisti fiamminghi. Il nome del trattato proviene dal Palazzo d'Egmont a Bruxelles, place du petit Sablon, dove si svolgevano i negoziati.

## Situazione
Il paese fu regionalizzato per soli sette anni. Al termine delle elezioni di aprile, i partiti politici dominanti erano il PSB in Vallonia, il CVP nelle Fiandre e a Bruxelles il DFF. l governo formato ha quindi avuto l'obiettivo di una riforma istituzionale su invito del CVP (Cristiano-Democratici e Fiamminghi, ora CD&V), del PSC (ora CDH), del BSP-PSB (Partito Socialista), della Volksunie (nazionalisti fiamminghi) e del DFF (Fronte Democratico dei Francofoni) al tavolo dei negoziati. Le discussioni miravano a trasferire alcune delle competenze dello Stato a istituzioni emergenti dalla regionalizzazione. I negoziati si sono svolti dal 9 al 25 maggio, prima di raggiungere un accordo.

## Contenuto dell'accordo
- L'istituzione di tre consigli autonomi: Fiandre, Vallonia e Bruxelles, con il potere di decretare.
- Un accordo linguistico di Bruxelles e dei suoi dintorni, con l'introduzione di quattordici comuni con strutture e limitazione di Bruxelles a 19 comuni.
- Eliminazione delle provincie, e creazione di 25 sottoregioni (13 nelle Fiandre, 11 in Vallonia e 1 a Bruxelles).
- La riforma della Camera dei rappresentanti e del Senato, che hanno meno potere, e il ruolo della riflessione, che rappresentano le comunità.
- La divisione del distretto elettorale di Bruxelles-Halle-Vilvoorde tra la capitale Bruxelles e il Brabante Fiammingo con capoluogo Lovanio.

### Diritto di registrazione
Una tassa di registrazione in un comune di Bruxelles è stata fornita per i 6 comuni con strutture (Kraainem, Drogenbos, Linkebeek, Sint-Genesius-Rode, Wemmel e Wezembeek-Oppem) così come in diversi comuni o quartieri di comuni noti come Egmont: Dilbeek (Dilbeek e Grand Bigard) Grimbergen (Strombeek-Bever) Zaventem (Sint-Stevens-Woluwe e Sterrebeek) Beersel (Beersel e Alsemberg), Notre-Dame-au-bois, Beauval (e la parte fiamminga di Mutsaard) così come Zuen. Ciò ha permesso agli abitanti di votare nella legislatura in un comune di Bruxelles..

## Fallimento e crisi di Egmont
Forti proteste, soprattutto da parte fiamminga, hanno seguito la pubblicazione dell'accordo. Il punto più delicato riguardava lo status di Bruxelles. Data l'entità delle critiche, il Consiglio di Stato si è presentato in appello. L'11 ottobre 1978, Leo Tindemans dà le dimissioni del suo governo, sostenendo in particolare che "la Costituzione non è un pezzo di carta."

## Posterità
Gli accordi di Stuyvenberg (17-23 febbraio 1978) modificano in parte il patto Egmont.
Anche i partiti politici sono stati colpiti dal provvedimento. Il Partito Socialista (PSB-BSP), in disaccordo, viene suddiviso in PS (francofono) e SP (fiammingo). Il Partito Nazionale Fiammingo (VNP) di Karel Dillen e il Partito Popolare Fiammingo (SCP) di Lode Claes si raggruppano nel Vlaams Blok (Blocco fiammingo).